# Victor Hugo
Victor Hugo (Besançon, 26 de febrer del 1802 - París, 22 de maig del 1885) va ser un dels més importants escriptors del romanticisme en francès i sovint és identificat com un dels millors poetes francesos. Algunes de les seves obres més conegudes són Els miserables, Nostra Senyora de París i El darrer dia d'un condemnat. La seva obra és molt variada i comprèn novel·les, poesies, obres de teatre en vers i en prosa, discursos polítics a l'Assemblea Nacional francesa i una correspondència abundant.

## Biografia

### Infantesa i joventut
Victor Hugo va néixer a Besançon el 26 de febrer del 1802, al Departament del Doubs, al Franc Comtat, on es trobava destinat son pare, el general d'imperi Joseph Léopold Sigisbert Hugo (1773-1828) —fet comte, segons la tradició familiar, per Josep I Bonaparte, rei d'Espanya— i de Sophie Trébuchet (1772-1821), i el darrer de tres infants, després d'Abel Joseph Hugo (1798-1855) i d'Eugène Hugo (1800-1837). Els seus viatges i les seves estades a Nàpols i Espanya acompanyant el seu pare, el van marcar bastant. Vers 1813, es va instal·lar a París amb sa mare, que s'havia separat del seu marit arran de la relació amorosa que mantenia amb el general d'imperi Victor Fanneau de la Horie. Amb només catorze anys, Victor, el juliol del 1816, va escriure: «Vull ser Chateaubriand o no res». La seua vocació és precoç i les seues ambicions són immenses. Poques carreres han estat conduïdes amb una voluntat tan precoç i lúcida. No se sap massa dels seus inicis, perquè ell mateix va cremar els seus primers 10 quaderns escolars. Qui va iniciar el noi en la tècnica del vers? Va ser encoratjat o va treballar sol? I fent quines lectures?
L'any 1817, va participar en un concurs convocat per l'Académie des jeux floraux de Tolosa de Llenguadoc. El jurat va estar a punt d'atorgar-li el premi, però el títol del seu poema (Tres lustres a penes) suggeria la seua curta edat i l'Acadèmia se'n va mostrar espantada, de manera que el premi va anar a parar a altres mans. Seria premiat per aquesta mateixa Acadèmia dos anys després. L'any 1819, va obtenir un Lys d'or per l'Oda sobre el redreçament de l'estàtua d'Enric IV, i el 1820, va rebre un Œillet com a accèssit per una altra oda: Moisès sobre el Nil.
Encoratjat pel premi de l'Acadèmia, va abandonar les matemàtiques —disciplina per la qual se sentia molt atret i de la qual havia seguit els cursos preparatoris— i va abraçar la carrera literària. Juntament amb els seus germans, va fundar el 1819 una revista, El Conservador literari, en què ja destacava el seu talent.
El seu primer llibre de poesia, Odes, va aparèixer el 1821: tenia llavors dinou anys, i els seus estudis al lycée Louis-le-Grand li van permetre donar a conèixer ràpidament aquesta obra. Participava en les reunions del cenacle de Charles Nodier a la Biblioteca de l'Arsenal, bressol del Romanticisme, que haurien de tenir una gran influència en el seu posterior desenvolupament. En aquesta època, Hugo ho és tot: poeta, novel·lista, dramaturg i fins i tot periodista; tot ho emprèn i en tot reïx.

### El jove escriptor

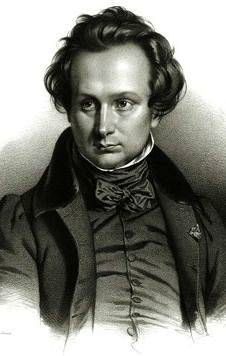
Victor Hugo jove

Tanmateix, la seva projecció literària va començar amb Cromwell, publicat el 1827. Al pròleg d'aquest drama, s'imposa a les convencions clàssiques, sobretot a la unitat de temps i de lloc. Va desenvolupar i posar en pràctica plenament aquestes teories en el drama Hernani (1830), obra que inaugura el gènere del drama romàntic.
L'estrena d'aquesta obra va provocar un violent enfrontament entre «antics» i «moderns» —aquests últims encapçalats per Théophile Gautier— que ha passat a la història de la literatura amb el nom de batalla d'Hernani. A partir d'aquest moment, la producció d'Hugo no sabrà de límits: novel·les (Nostra Senyora de París, 1831); poesia (Els càntics del capvespre, 1835); teatre (Ruy Blas, 1838).
Va casar-se el 12 d'octubre del 1822 amb Adèle Foucher, amb la qual va tenir cinc fills: 
- Léopold (16 juliol del 1823 - 10 d'octubre del 1823)
- Léopoldine (28 d'agost del 1824 - 4 de setembre del 1843)
- Charles (4 de novembre del 1826 - 13 de març del 1871)
- François-Victor (28 d'octubre del 1828 - 26 de desembre del 1873)
- Adèle (24 d'agost del 1830 - 21 d'abril del 1915), l'única que va sobreviure al pare, però amb greus problemes de salut mental que l'obligarien a llargues estades en sanatoris.

Entre 1826 i 1837, va passar diverses temporades al castell de Roches a Bièvres, propietat de Bertin l'Aîné, director de Le Journal des débats. Durant aquestes estades, va conèixer Berlioz, Chateaubriand, Listz i Giacomo Meyerbeer, i va escriure llibres de poesies entre els quals es troba el famós Fulles de tardor (Feuilles d'automne).
Fins a una edat molt avançada va tenir diverses amants. La més coneguda, l'actriu Juliette Drouet, a qui va conèixer l'any 1833 i que va consagrar-li la seva vida, el va alliberar de la presó després del cop d'estat de Napoleó III. Va escriure molts poemes per a ella. Van passar any rere any plegats l'aniversari del seu encontre, i en cada ocasió van anar omplint un quadern comú que tendrament anomenaven el Llibre de l'aniversari.
Hugo va ingressar a l'Académie française l'any 1841, després de tres intents infructuosos. Va ser el primer acadèmic nat al segle xix.
L'any 1843, Léopoldine va morir tràgicament a Villequier, ofegada amb el seu marit Charles Vacquerie arran del naufragi de la seua barca. Aquesta mort va afectar terriblement Hugo, i li va inspirar diversos poemes de Les Contemplacions —principalment el cèlebre «Demain, dès l'aube... ».

### L'exili

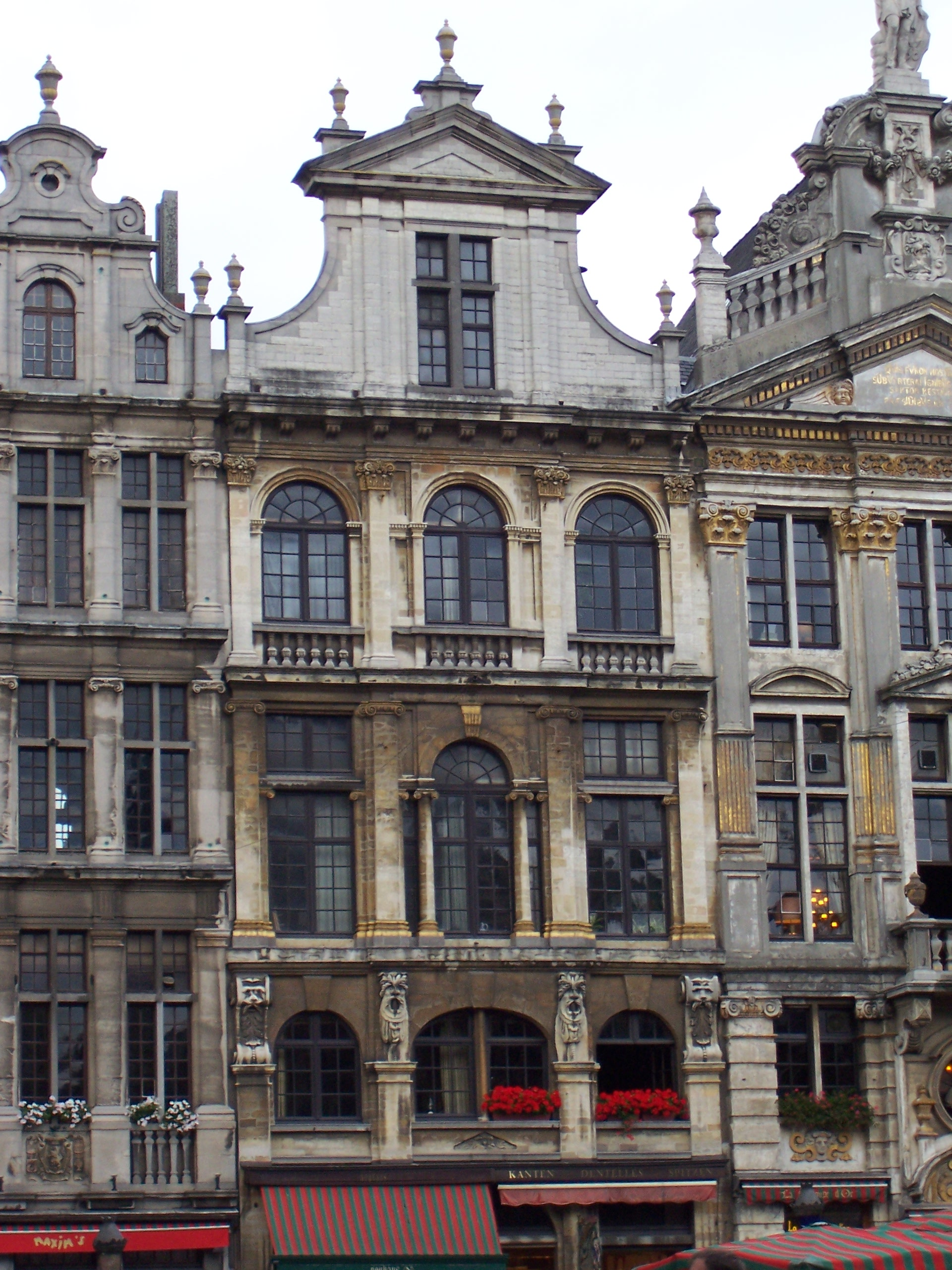
Un dels seus llocs de residència durant l'exili. Casa dita Le Pigeon, a Brussel·les

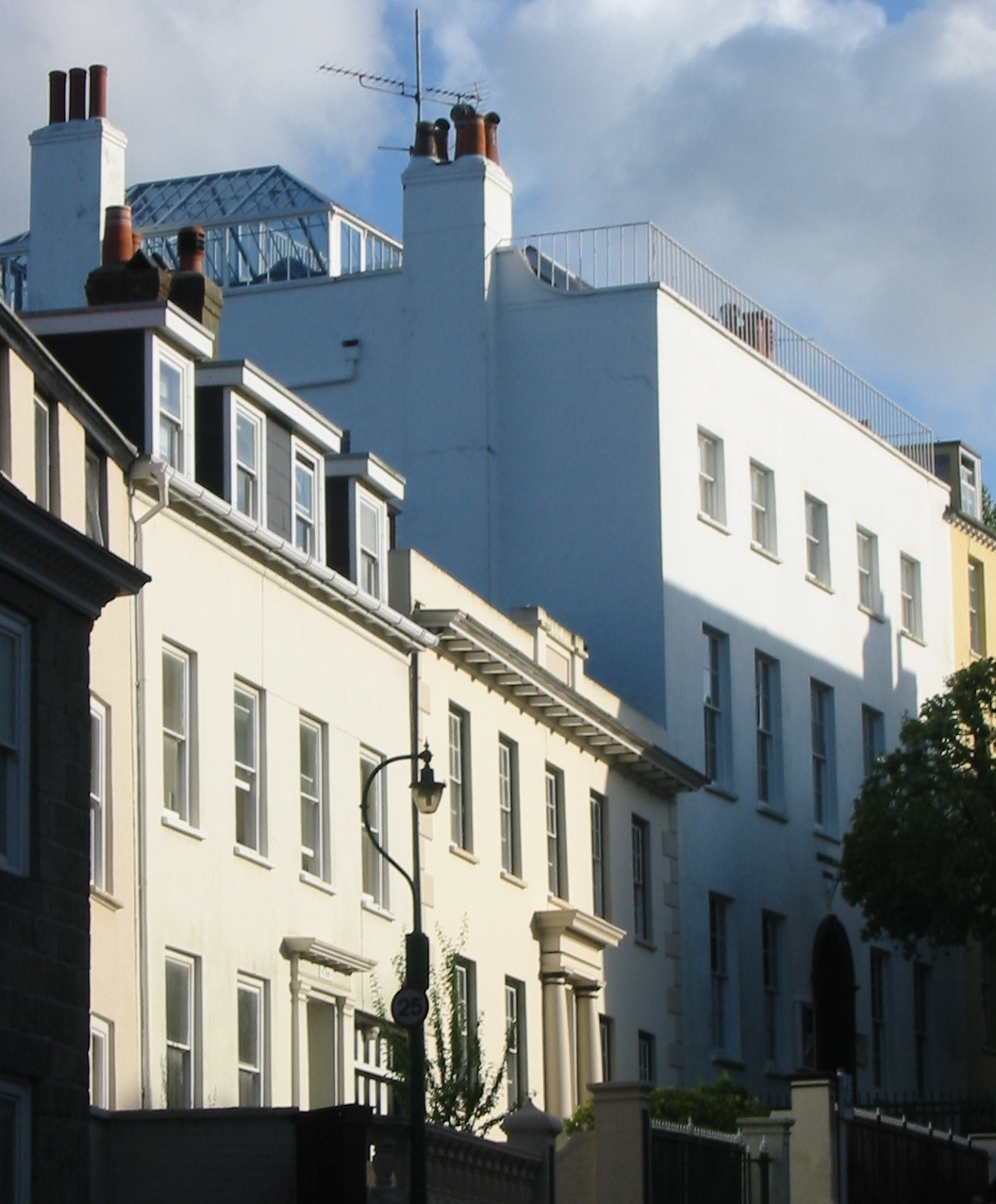
Hauteville House, casa de Victor Hugo exiliat a Guernesey

Educat per la seva mare, originària de la regió llevantina de la Vendée, en la lleialtat al reialisme, es va anar convencent a poc a poc de les virtuts de la democràcia. («He crescut», va escriure en un poema en què es justifica). El seu pensament és que: «on el coneixement només és d'un home, s'imposa la monarquia, on és d'un grup d'homes, ha de deixar el seu lloc a l'aristocràcia. I quan tothom té accés al saber vol dir que ha arribat el temps de la democràcia». Una vegada convertit a la democràcia liberal i humanitària, va ser elegit diputat de la Segona República francesa el 1848, i va donar suport a la candidatura del «príncep Lluís-Napoleó», però es va exiliar després del cop d'estat del 2 de desembre del 1851, que va condemnar per raons morals (Història d'un crim).
Sota el Segon Imperi, oposat a Napoleó III, va viure exiliat, primer a Brussel·les i després a Jersey i Guernesey. Va formar part del grup de proscrits que van refusar l'amnistia que es va decretar poc després («I si no en queda més que un, aquest seré jo»). De les seues obres d'aquests difícils anys, cal destacar Les Châtiments (1853), obra en vers en la qual ataca el Segon Imperi; Les contemplacions, poesies (1856); La légende des siècles (1859), i Els miserables, novel·la (1862).
El dolorós record de la seua filla Léopoldine — així com la seua curiositat— el van empènyer a provar, a Jersey, unes experiències d'espiritisme de les quals dona fe en Les Tables tournantes de Jersey.
Durant la dècada del 1860, va travessar diverses vegades el Gran Ducat de Luxemburg com a turista, en direcció al Rhin alemany (1862, 1863, 1864, 1865). El 1871, després de la Comuna de París, en ser expulsat de Bèlgica per haver proporcionat refugi a comuners perseguits a la capital francesa, va trobar asil durant tres mesos i mig a Luxemburg. Després, va tornar a París i va ser una de les figures polítiques de la Tercera República francesa. Va residir successivament a Luxemburg, Vianden (dos mesos i mig), Diekirch i Mondorf, on va sotmetre's a una cura termal.

### Retorn a França i mort

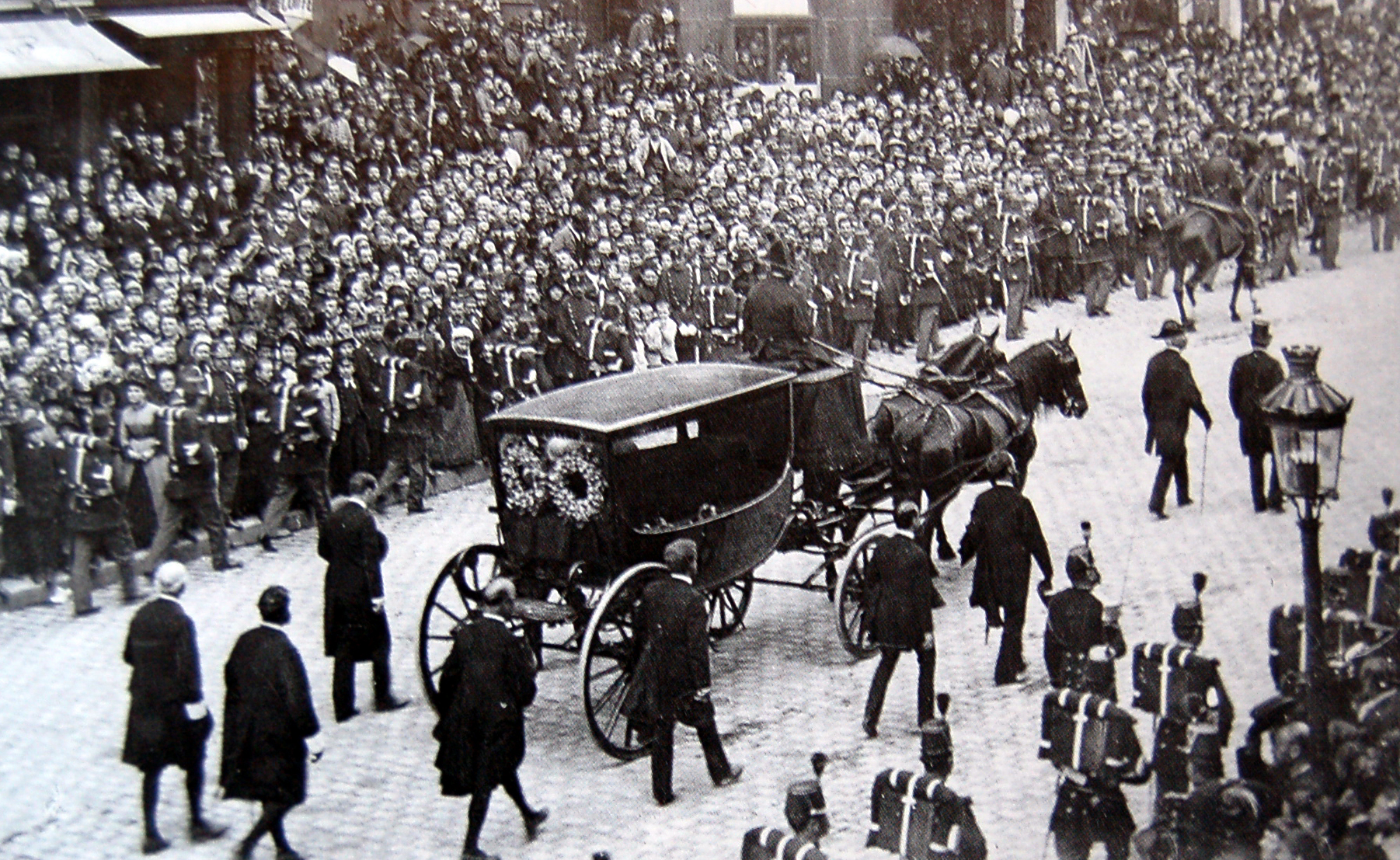
L'enterrament de Victor Hugo

Després de la caiguda del Segon Imperi, posterior a la Guerra francoprussiana, es va proclamar la Tercera República francesa i Hugo va poder tornar després de vint anys d'exili. Fins a la seua mort, l'any 1885, va ser una de les figures tutelars de la república reinstaurada —així com una referència literària incontestada.
Va morir el 22 de maig del 1885, pronunciant, segons la llegenda, aquests darrers mots: «Ací és el combat del dia i de la nit.»
Segons les seues últimes voluntats, va ser en el «cotxe fúnebre dels pobres» on va tenir lloc la cerimònia. Va ser dipositat en primer lloc al cementiri del Père-Lachaise, però l'1 de juny va ser traslladat definitivament al Panteó, quan la Tercera República va aprofitar l'esdeveniment per a transformar l'antiga església de Santa Genoveva en Panteó.
La caixa fúnebre s'havia mantingut durant bastants dies sota l'Arc de Triomf, on es creu que va ser visitada per uns 3 milions de persones. Era llavors l'escriptor més popular de França i se'l considerava un dels monuments de la literatura francesa. Va ser designat com el Rei Sol de la literatura.

## Una obra monumental
El conjunt de les obres de Victor Hugo que ha sobreviscut (moltes de les cartes personals van ser deliberadament destruïdes pels seus executors testamentaris Paul Meurice i Auguste Vacquerie) ha estat publicada per Jean-Jacques Pauvert i representa gairebé quaranta milions de caràcters!
| «                                | El conjunt de la meua obra constituirà un dia un conjunt indivisible. […] Un llibre múltiple que resumirà un segle, vet ací el que deixaré darrere de mi [...] | » |
| — Carta de 9 de desembre de 1859 | |   |

En aquestes paraules, s'hi endevina una voluntat ferotge de practicar tots els gèneres: novel·la, poesia, teatre, assaig, etc. —així com una passió pel verb, tot i amb la condició que aquest estiga afermat en la història. En conseqüència, distingir-ne la ficció pròpiament dita del compromís polític és, en el cas d'Hugo més que en qualsevol altre escriptor, un atreviment sense sentit.

### El novel·lista

#### Un novel·lista inclassificable
Hugo va deixar nou novel·les. La primera, Bug-Jargal, la va escriure als setze anys; l'última, Quatrevingt-treize, als setanta-dos. La seua obra novel·lística va travessar totes les etapes com a escriptor, totes les modes i tots els corrents literaris de la seua època sense confondre's mai completament amb cap d'aquests. En efecte, hom troba sempre en Hugo una voluntat de paròdia i d'individualitat: Han d'Islande el 1823, Bug-Jargal publicat el 1826, Nostra Senyora de París el 1831 s'assemblen a les novel·les històriques de moda a les primeries del segle xix, però realment no ho són; Hugo no és pas un Walter Scott; en ell, els temps moderns sempre bateguen darrere de la història.
El darrer dia d'un condemnat, l'any 1829, i Claude Gueux, el 1834, no són fàcils de definir. Es tracta de novel·les alhora històriques i socials que, sobretot, posen l'accent en una lluita —l'abolició de la pena de mort— que ultrapassa el marc de la ficció. Pot dir-se el mateix d'Els miserables, apareguda l'any 1862, en ple període realista, corrent del qual, això no obstant, empra poques característiques. Aquest èxit popular extraordinari desconcertà, això no obstant, la crítica, perquè Hugo s'hi mou constantment entre el melodrama popular, el quadre realista i l'assaig didàctic.

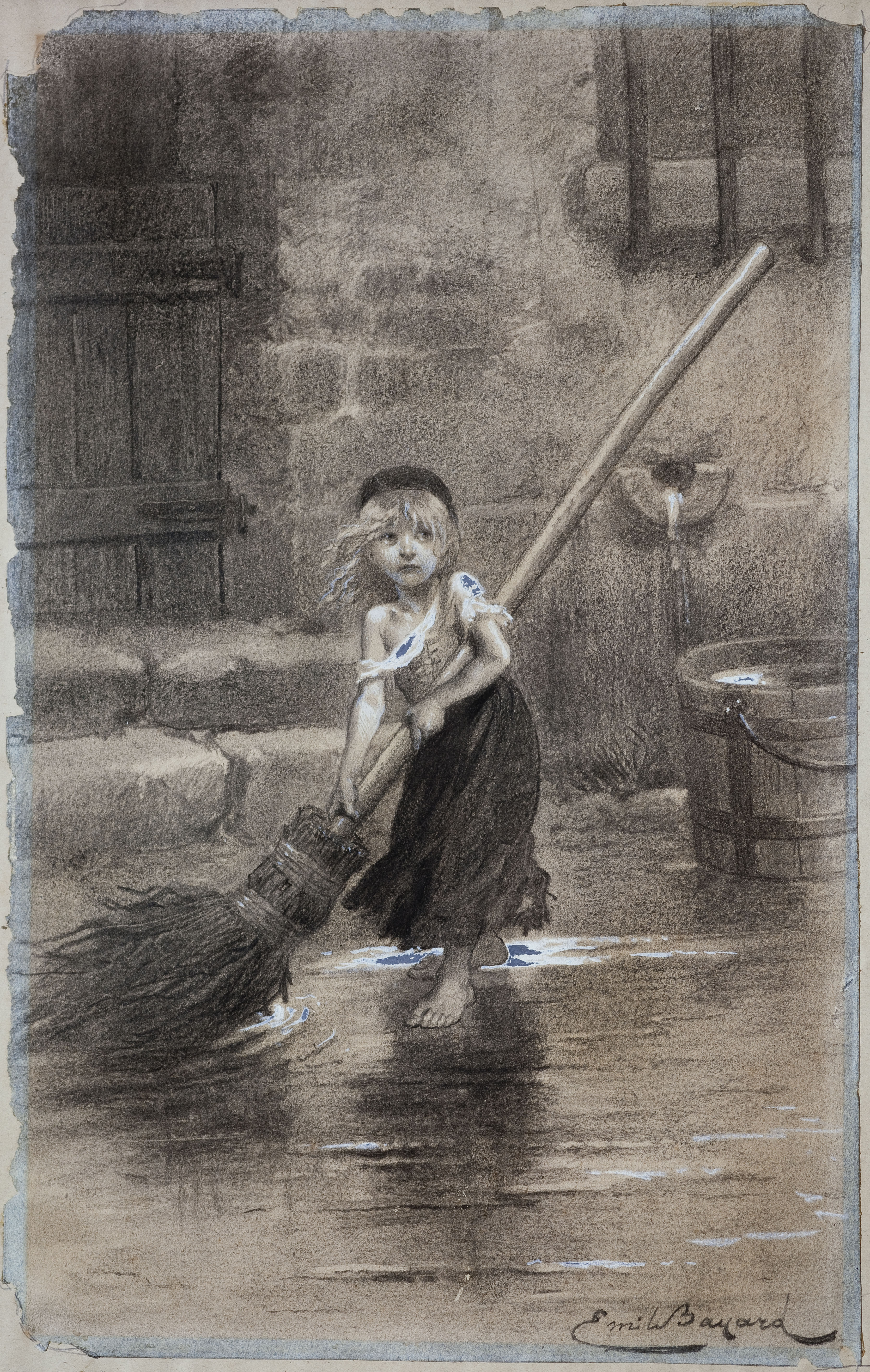
Cosette, il·lustració per a Els miserables per Émile Bayard

D'igual manera, en Les travailleurs de la mer (1866) i en L'home que riu (1869), Hugo s'acosta més a l'estètica romàntica de principis de segle, amb els seus personatges deformes, els seus monstres i una natura paorosa.
Finalment, l'any 1874, Noranta-tres suposa la concretització novel·lística d'un vell tema d'Hugo: el paper fundador de la Revolució francesa en la consciència literària, social i moral del segle xix.

#### Una obra de combat
La novel·la d'Hugo no és pas un «divertiment»: quasi sempre es troba al servei del debat de les idees. Això s'hi pot veure en les novel·les abolicionistes de joventut, i també en la seua maduresa amb nombroses i de vegades ubiqües digressions sobre la misèria material i moral en Els miserables. Tot i això, en aquesta última novel·la s'ha detectat la influència de Balzac, principalment de la seua novel·la Le curé de village, amb què Monseigneur Myriel té punts en comú. I el parentiu entre Vautrin i Jean Valjean (el segon és l'invers positiu del primer) resulta bastant evident, en haver descrit Balzac el món i els costums dels presidiaris en Splendeurs et misères des courtisanes. Els seus personatges es mostren, com els de les tragèdies (la seua vena de dramaturg s'hi deixa entreveure), en lluita contra les limitacions externes i en contra d'una implacable fatalitat de vegades imputable a la societat (Jean Valjean; Claude Gueux; el protagonista d'El darrer dia d'un condemnat), de vegades a la història (Noranta-tres) o a la naixença (Quasimodo). En definitiva, el gust per l'epopeia, per la lluita dels humans contra les forces de la natura, de la societat, de la fatalitat, mai no va abandonar Hugo; sempre va trobar el seu públic sense mai cedir als capricis de la moda. No és gens estrany, doncs, que esdevinguera un clàssic en vida.

### El dramaturg
Als vint-i-sis anys, al cèlebre prefaci de Cromwell, Victor Hugo va bastir les bases d'un nou gènere: el drama romàntic. En aquest text, el jove i ambiciós Hugo critica les bases ben establertes de teatre clàssic, i introdueix els temes romàntics en l'escenari: multiplicació dels personatges, dels llocs, barreja de registres —el vulgar i el rebuscat, el sublim o grotesc— i així aconsegueix introduir més vida en un teatre massa encarcarat. Revers de la moneda: Cromwell, peça de 6.000 versos i nombrosos personatges mai ha estat representada —«irrepresentable», en diuen alguns… 
Va ser gràcies a Hernani, l'any 1830, que va accedir veritablement a la celebritat i es va guanyar un lloc entre els moderns.
Durant els anys següents, va entropessar amb dificultats materials (teatre a la italiana, poc adequat per als espectacles d'envergadura) i humanes (reticències dels actors francesos davant l'audàcia dels seus drames). Va alternar triomfs (Lucrècia Borja) i fracassos (El rei es diverteix), abans de decidir en companyia d'Alexandre Dumas, de crear una sala dedicada al drama romàntic: serà el théâtre de la Renaissance on va estrenar, l'any 1838, Ruy Blas.
L'any 1843, el fracàs de Les Burgraves el va afectar profundament, fins al punt de fer-li perdre les esperances de ser capaç de crear un teatre alhora exigent i popular. Colpejat pel dol (Léopoldine havia mort aquell mateix any), va abandonar l'escena.
No obstant això, a partir de l'any 1866, va tornar al gènere amb diverses peces, entre aquestes la sèrie del Théâtre en liberté.

### El poeta

#### Versos de joventut
Amb vint anys, va publicar les Odes, recull que ja deixa entreveure els temes que esdevindran recurrents en la seua producció, principalment el món contemporani, la història, la religió i el paper del poeta. Després, va anar fent-se cada vegada menys clàssic i més romàntic, i va anar seduint el lector del seu temps al fil de les successives edicions de les Odes (quatre edicions entre 1822 i 1828).
L'any 1828, va reunir sota el títol Odes et Ballades tota la seua producció poètica anterior. Frescos històrics, evocacions de la infantesa; la forma és encara convencional, sens dubte, però el jove romàntic ja hi pren llibertats amb el metre i la tradició poètica. A més, aquest conjunt permet percebre els inicis d'una evolució que s'allargarà durant tota la seua vida: el catòlic fervent s'hi mostra a poc a poc més tolerant, el seu monarquisme es va fent menys rígid i fa un important lloc a tota la recent epopeia napoleònica. Més encara, en lloc d'esquivar la seua doble herència paterna (napoleònica) i materna (reialista), Hugo s'hi enfronta, i decideix posar en escena els contraris (la famosa antítesi de Victor Hugo!) per a ultrapassar-los:
| « Les siècles, tour à tour, ces gigantesques frères, Différents par leur sort, semblables en leurs vœux, Trouvent un but pareil par des routes contraires.» | « Els segles, l'un darrere de l'altre, aquests gegantins germans, Diferents per la seua sort, semblants pels seus desitjos Troben un objectiu similar per camins contraris. » |

Després, s'allunyarà de les preocupacions polítiques immediates, estimant-se més —durant un temps— el conreu de l'art per l'art. El 1829 (any d'El darrer dia d'un condemnat), es va posar a treballar en Les Orientales (per aquella època, els temes orientals estaven de moda).

Grècia sobre les runes de Missolonghi, Eugène Delacroix, 1827

L'èxit va ser important, va assegurar la seua anomenada de poeta romàntic i sobretot va afirmar netament el seu estil, tenint en compte que va emprar el tema de la Guerra d'Independència grega (l'exemple d'aquests pobles que es desembarassen dels seus reis no era innocent en el context polític francès), que també va inspirar lord Byron o Delacroix.

#### La primera maduresa
Des de Les fulles de tardor (1832), Els càntics del capvespre (1835) Les veus interiors (1837), fins al recull Els raigs i les ombres (1840), es dibuixen els temes principals d'una poesia encara lírica —el poeta és una «ànima amb mil veus» que s'adreça a la dona, a Déu, als amics, a la natura, i finalment (amb Els càntics del capvespre) als poderosos, responsables de les injustícies del món.
Aquestes poesies emocionen el públic perquè aborden amb una aparent simplicitat temes familiars; això no obstant, Hugo no pot resistir-se al seu gust per l'èpica i la grandiositat, i al primer vers de Les fulles de tardor pot llegir-se el famós:
| « Ce siècle avait deux ans ! Rome reemplaçait Sparte, Déjà Napoléon perçait sous Bonaparte » | « Aquest segle tenia dos anys! Roma substituïa Esparta, Ja Napoleó sorgia sota Bonaparte » |

Hi queda palès com Hugo consolida de valent el poeta en la història. Mai no el farà sortir al llarg de la seua obra.

#### L'exili
A partir de l'exili, comença un període de creació literària que es caracteritza per la seua riquesa, la seua originalitat i la seua força. És en aquesta època quan veuen la llum alguns dels més famosos poemes en llengua francesa (l'Expiation als Châtiments, Booz endormi a la Légende des siècles, per no esmentar més que aquests dos exemples).

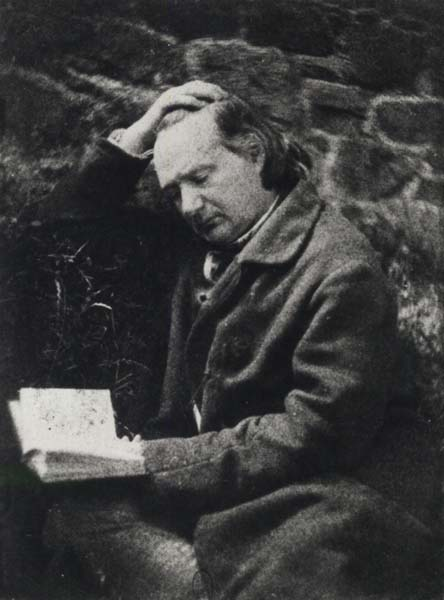
Victor Hugo a Jersey

Les Châtiments (Els càstigs) són versos de combat que tenen per missió, l'any 1853, explicar al públic el «crim» del «miserable» Napoleó III: el colp d'estat del 2 de desembre del 1851. Profeta de les dissorts que esperaven a Napoleó III, botxí de l'indigne nebot, Hugo s'hi mostra cruel, satíric, fins i tot barroer per castigar «el criminal». Però també s'hi mostra profeta de temps millors, com per exemple en Stella, en què empra tons gairebé religiosos. Pel que fa a la forma dels Châtiments, és d'una enorme riquesa, perquè Hugo hi recorre indistintament a la faula, a l'epopeia, a la cançó, a l'elegia, etc.
Uns anys més tard, el poeta va declarar respecte a Les contemplacions, aparegudes el 1856: «Què són Les contemplacions? —Les memòries d'una ànima». Apoteosi lírica, marcada per l'exili a Guernesey i la mort (cf. Pauca Meae) de l'adorada filla; exili afectiu, exili polític: Hugo s'embarca en la descoberta solitària del «jo» i de l'univers. Igual que en Les Châtiments, s'hi fa profeta, veu del més enllà, aguaitant els secrets de la vida després de la mort i intentant esbrinar els secrets dels designis divins. Però, alhora, Les contemplacions, amb un lirisme amorós i sensual, contenen alguns dels més cèlebres poemes inspirats per Juliette Drouet. Les contemplacions: obra multiforme com pertoca a unes «memòries d'una ànima».
Finalment, en La llegenda dels segles, la seua obra mestra, sintetitza ni més ni menys que la història del món en una immensa epopeia apareguda l'any 1859; «l'home elevant-se des de les tenebres a l'Ideal», és a dir, la lenta i dolorosa ascensió de la humanitat vers el progrés i el coneixement.
L'any 1973, pren sota la seva ala Clotilde Cerdà i Bosch i l'inspirà el pseudònim d' «Esmeralda Cervantes (com l'heroïna de l'obra més coneguda d'Hugo, Nostra Senyora de París) i Cervantes (per l'escriptor espanyol)»
Al juny del 1878, Hugo va ser víctima d'un accident vascular cerebral que pràcticament va posar fi a la seua activitat literària. No obstant això, van continuar apareixent regularment (La Pitié suprême l'any 1879, L'Âne, Les Quatre Vents de l'esprit el 1881, la darrera sèrie de La llegenda dels segles, el 1883...), contribuint així a la llegenda del vell home inesgotable fins a la mort.

#### Un lloc singular al seu segle
De vegades líric, de vegades èpic; lluitador infatigable i pare derrotat; alhora clàssic i audaç, Hugo és tot això i encara més: aquell que va ser capaç de corprendre profundament els seus contemporanis, d'exasperar els poderosos i d'inspirar els majors poetes del seu temps i dels temps futurs.

## El seu pensament polític
A partir del 1849, Victor Hugo va consagrar un terç de la seua obra a la política, un terç a la religió i el darrer terç a la filosofia humana i social. El seu pensament és complex i de vegades desconcertant. Refusa qualsevol condemna de les persones i tot maniqueisme, però es mostra sever amb la societat del seu temps. A poc a poc, el seu pensament polític va evolucionar, abandonant el conservadorisme i acostant-se al reformisme.

### Política interna

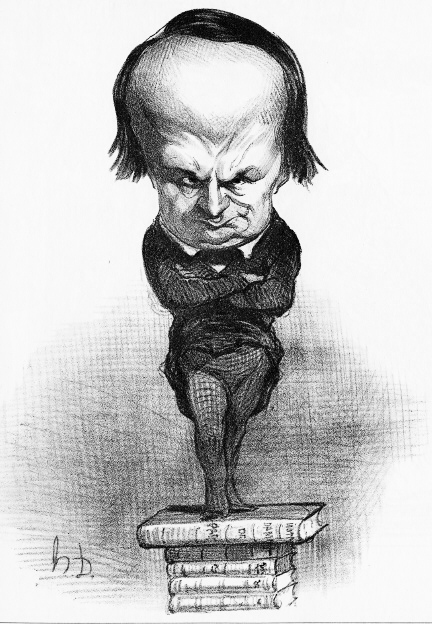
Els representants representats, caricatura de Victor Hugo per Daumier, 1849, després de l'elecció de l'escriptor a l'Assemblea constituent

En la seua joventut, Victor Hugo es trobava pròxim del partit conservador. Durant la Restauració, va donar suport a Carles X de França. Amb això, s'inscrivia en la línia política de Chateaubriand.
Arran de la Revolució francesa del 1848, Victor Hugo, par de França, va proclamar-se en un principi partidari de la monarquia (el president del Consell Odilon Barrot li va encarregar la defensa de la idea d'una regència de la duquessa d'Orleans). Una vegada proclamada la república, Lamartine li va proposar ser ministre d'Instrucció Pública del govern provisional del 1848, però ell hi va refusar. A les eleccions d'abril del 1848, tot i no ser candidat, va obtenir prop de 55.500 vots a París, però no va ser elegit. Per contra, a les eleccions complementàries del 24 de maig, va ser elegit a París amb prop de 87.000 vots. Va seure amb la dreta conservadora. Durant els «dies de juny» del 1848, va conduir grups de la força governamental a l'assalt de les barricades al carrer de Saint-Louis. Va votar la llei de 9 d'agost del 1848, que suspenia diversos periòdics republicans en virtut de l'estat de setge. Els seus fills van fundar el periòdic L'Évenement, que va fer una campanya contra el president del consell, el republicà Cavaignac, i va donar suport a la candidatura de Lluís Napoleó Bonaparte a les eleccions presidencials franceses del 1848. Posicionat en contra del principi de l'assemblea legislativa única, no va votar la Constitució de 1848. Al principi de la presidència de Lluís Napoleó Bonaparte, va freqüentar el nou president. Al maig del 1849, va ser elegit a l'Assemblea legislativa. És a l'estiu del 1849 quan progressivament comença a deslligar-se de la majoria conservadora de l'Assemblea, de la qual desaprovava la seua política reaccionària. Al gener del 1850, va lluitar contra la llei Falloux, que reorganitzava l'ensenyament en favor de l'Església catòlica; al maig, va lluitar contra la llei que restringia el sufragi universal i al juliol va intervenir en contra de la llei Rouher, que limitava la llibertat de premsa. Al juliol del 1851, va manifestar-se en contra de la llei que proposava la modificació de la constitució per a permetre la reelecció de Lluís Napoleó Bonaparte. Al juny del 1851, al palau de Justícia de París, va defensar el seu fill, acusat per haver publicat un article en contra de la pena de mort al seu periòdic l'Évènement. En la vesprada del colp d'estat del 2 de desembre de 1851, en companyia d'una seixantena de representants, va redactar una crida a la resistència armada. Perseguit, va aconseguir passar a Bèlgica el 14 de desembre. Era el principi d'un llarg exili.
Reformista, desitjava canviar la societat. Si bé justificava l'enriquiment, va denunciar violentament el sistema de desigualtat social. Es mostrava en contra dels rics que capitalitzaven llurs guanys sense reinjectar-los en la producció. L'elit burgesa mai no li ho va perdonar. També es va oposar a la violència si s'exercia contra un poder democràtic, tot i que la justificava (d'acord amb la Declaració Universal dels Drets Humans) contra un poder il·legítim. Per això, l'any 1851, va fer una crida a les armes —«Carregar el fusell i estar preparat»— que no va ser compresa. Va mantenir aquesta postura fins a l'any 1870. Quan va esclatar la Guerra francoprussiana, Hugo la va condemnar: guerra de «caprici» i no de llibertat. Després, quan l'imperi va caure i la guerra va continuar contra la República, el discurs d'Hugo en favor de la confraternització va quedar sense resposta. Aleshores, el 17 de setembre, l'Hugo patriota va prendre el relleu del pacifista: va publicar una crida a l'alçament en massa i a la resistència. Els republicans moderats estaven horroritzats: per a aquests, en efecte, era millor Bismarck que els «comuners»! El poble de París es va mobilitzar i Les Châtiments anava de mà en mà.

### La Comuna
Segons ell mateix, Hugo no podia ser comuner:

«Allò que representa la Comuna és immens, podria assolir grans coses però no en fa més que de petites. I coses petites que són odioses, és lamentable. Veiem, jo sóc un home de revolució. Accepte, doncs, les grans necessitats, amb una única condició: que siguen la confirmació dels principis i no llur enderrocament. Tot el meu pensament oscil·la entre aquests dos pols : « civilització-revolució». La construcció d'una societat igualitària només pot derivar de la recomposició de la societat liberal per ella mateixa. »

Tampoc va fer costat a la reacció d'Adolphe Thiers. Així, va defensar la gràcia del jove oficial que havia esdevingut ministre de la Guerra de la Comuna, Louis-Nathaniel Rossel, enfront d'Adolphe Thiers; un home jove que Hugo va estimar i jutjar com a diferent dels altres comuners.
Davant la repressió que es va abatre sobre els comuners, el poeta va manifestar el seu disgust:

«Uns bandits han donat mort a 64 ostatges. Hom replica executant 6.000 presoners! »

### Lluites socials
Victor Hugo va prendre postures socials molt originals, i molt avançades per a la seua època. La seua obra mestra Els miserables és un himne a la misèria i als menys afavorits.

#### La qüestió social
Hugo va denunciar fins al final la segregació social. En la darrera reunió pública que va presidir declarà: «La qüestió social continua. És terrible, però simple, és la qüestió d'aquells que tenen i d'aquells que no tenen!». Es tractava precisament de recaptar fons per permetre a 126 delegats obrers assistir al primer Congrés socialista de França, a Marsella.

#### La pena de mort
Hugo va ser un feroç abolicionista. Durant la seua infantesa va assistir a execucions capitals, i durant tota la seua vida hi va lluitar en contra. El darrer dia d'un condemnat (1829) i Claude Gueux (1834), dues novel·les de joventut, subratllen alhora la crueltat, la injustícia i la ineficàcia del càstig suprem. Però la literatura no era prou, i Hugo ho sabia. En la Cambra dels Pars, en l'Assemblea i en el Senat, va intervenir per defensar-ne l'abolició:

«La pena de mort és el senyal especial i etern de la barbàrie. » (discurs del 15 de setembre de 1848 a l'Assemblea nacional constituent)

### Discursos
Victor Hugo va pronunciar, durant la seua carrera política, diversos grans discursos, la major part dels quals va ser recollida en Actes et paroles:
- Per Sèrbia, 1876, Per una Federació Europea;[20]
- contra el treball dels infants (Cambra dels pars, 1847);
- contra la misèria, 9 de juliol del 1849) ;
- sobre la condició femenina (a les exèquies de George Sand, 10 de juny del 1876);
- contra l'ensenyament religiós i per l'escola laica i gratuïta (Discurs arran del projecte de llei sobre l'ensenyament, 15 de gener del 1850 , i fragments  Arxivat 2007-09-04 a Wayback Machine.);
- diverses al·locucions contra la pena de mort (Què diu la llei? «No mataràs». Com ho diu? Matant!);
- diversos discursos en favor de la pau (Discurs d'obertura del Congrés de la pau, 21 d'agost del 1849);
- pel dret de vot universal;
- sobre la defensa del litoral;[21]
- contra la invalidació de l'elecció de Garibaldi a l'Assemblea nacional l'any 1871, que va ser l'origen de la seua pròpia dimissió (Contra la invalidació de Garibaldi, discurs a l'Assemblea nacional, 8 de març del 1871, Grans moments d'eloqüència parlamentària Arxivat 2011-07-20 a Wayback Machine.).

### La pau a través del comerç
Victor Hugo no va cessar d'insistir sobre el fet que el comerç substituirà la guerra. En aquesta visió de l'ordre comercial com a substitut de l'ordre militar anuncia l'obra del filòsof Émile Chartier.
Aquesta visió positiva de la missió de l'ésser humà es troba condensada en un dels seus versos més cèlebres:
| «Collabore avec Dieu. Prévois. Pourvois. Prends soin.» | «Col·labora amb Déu. Preveu. Proveeix. Tingues cura.» |

### La colonització i l'esclavitud
Victor Hugo va dir poc sobre el tema de la colonització d'Algèria, que va constituir, això no obstant, la principal aventura colonial de la França de la seua època. Tot i això, aquest silenci relatiu no deu ser interpretat precipitadament com l'aquiescència per l'autor d'Els miserables. En efecte, si bé Hugo va ser sensible als discursos que legitimaven la colonització en nom de la «civilització», una anàlisi atenta dels seus escrits —i dels seus silencis— mostra que pel que fa a la «qüestió algeriana», les seues posicions van trobar-se ben lluny d'estar desproveïdes d'ambigüitats: escèptic respecte a les virtuts civilitzadores de la «pacificació» militar, devia veure sobretot l'Algèria colonitzada com el lloc on l'exèrcit francès es va «fer tigre», i on els resistents al colp d'estat de Lluís Napoleó van ser deportats.
Sobre la qüestió de l'esclavitud, aquell que en la dècada del 1820 mostrava a través de Bug-Jargal que compartia en la seua visió dels pobles negres els mateixos prejudicis que els seus contemporanis, i que va mantenir un estrany silenci quan es va abolir l'esclavitud, l'any 1848, intervindria posteriorment per a demanar la gràcia per a l'abolicionista americà John Brown.

## Hugo i els seus contemporanis

### El temps dels rivals
Hugo va mantenir relacions d'estima i admiració mútua amb Balzac (un poc de desconfiança també, deguda a l'ego d'ambdós grans creadors) i Nerval. Va conrear relacions d'amistat amb Dumas, el seu company de romanticisme, que van perllongar-se, amb molts alts i alguns baixos, tota la vida. La rivalitat va ser més exacerbada amb Lamartine, a qui Hugo no va cessar de proclamar la seua admiració, però que ja no li va atorgar, una vegada assolit l'èxit, una vertadera preeminència artística.
Davant el talent d'Hugo, la seua originalitat i la seua brillant ascensió, es fa difícil no inclinar-se. A més, la seua grandesa d'ànima i la seua integritat provoquen l'admiració: vint anys d'exili, en part voluntari, no és poc per a fer callar els detractors...

### Icona literària

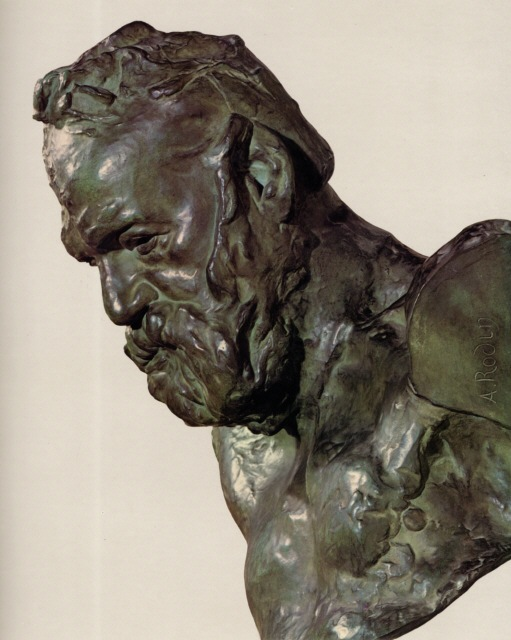
Victor Hugo per Rodin

A partir de l'exili, i més encara arran del seu retorn, Hugo va esdevenir una mena d'icona literària: popular, admirat pels seus companys i temut pels polítics, Victor Hugo era incontestable. Tot novel·lista, poeta o dramaturg es mesurava en referència a ell –a favor o en contra d'aquesta figura absolutament imponent...
Tenia massa poder per a no ser odiat per alguns. Pel que feia a la política, els republicans més a l'esquerra dubtaven de la seua conversió, mentre que els monàrquics no van perdonar a qui els havia traït. El públic va retre-li culte i els joves poetes van continuar sotmetent-li llurs versos –tot i que també hi va haver qui es va mostrar explícitament irreverent.
Baudelaire va admirar perdudament Hugo, tot i que de vegades també va expressar irritació enfront dels seus versos «polítics»: aquesta irritació palesa l'ambigüitat de la relació que serà, en el fons, la de molts dels escriptors de finals del segle xix. Zola li va retreure la seua tebiesa respecte dels comuners –no en serà l'únic– com d'altres que li retraurien, al contrari, les seues posicions massa socials. A més, Baudelaire no creia verdaderament que Hugo fóra un bon poeta. Creia que els seus poemes eren maldestres. Al contrari, llegint Les flors del mal, Victor Hugo va sentir que es tractava d'un bon recull. Baudelaire va parlar pitjor d'Hugo en les seues cartes que en els seus escrits, i Victor Hugo no ho va saber.
Flaubert, si bé admirava el romàntic del 1830, desconfiava del «vell cocodril», de qui detestava les digressions filosòfiques, principalment d'Els miserables, indigestes. Baudelaire i Verlaine compartien aquest punt de vista com tots aquells que pensen que l'art i el compromís polític no han de ser barrejats.
En definitiva, Hugo va ser un home capaç d'exasperar els seus admiradors i de ser admirat pels seus enemics. No res més natural per a un mestre de l'antítesi...
Fins i tot, molt de temps després de la seua mort, Hugo continuarà, per la seua obra o els seus actes, a suscitar les reaccions més diverses: execració de Maurras, admiració de Mauriac, qui declarà l'any 1952: «A penes comença a ser conegut. Es troba al llindar de la seua vertadera glòria. El seu purgatori ha acabat.»

## Els dibuixos de Victor Hugo
Als nombrosos talents de l'escriptor cal afegir el del dibuix. Certament, l'artista plàstic no va eclipsar el poeta, però hom continua, no obstant això, descobrint el treball plàstic de Victor Hugo –a aquest, s'han consagrat nombroses i prestigioses exposicions en les darreres dues dècades (arran del centenari de la seua mort, l'any 1985, «Soleil d'Encre» al Petit Palais i «Dessins de Victor Hugo», plaça dels Vosgos, a la casa que ell va habitar sota la Monarquia de juliol; però també, més recentment, a Nova York, Venècia, Brussel·les, o Madrid).
Com a bon autodidacte, Hugo no dubta a emprar els mètodes més rústics o experimentals: barreja a la tinta el cafè, el carbó, la sutja de xemeneia; materials que aplica amb el cap d'un misto o amb les barbes d'una ploma.
Les seues obres són, en general, de petita mida, i se'n serveix de vegades per a il·lustrar els seus escrits (Els treballadors de la mar), de vegades per trametre-les als amics amb ocasió de llur aniversari o amb altra excusa. Aquest art, que va practicar tota la vida, el divertia.
Al principi, els seus treballs eren de factura més aviat realista; però amb l'exili i la confrontació mística del poeta amb la mar, van adquirir una dimensió gairebé fantàstica.
Aquesta faceta del talent d'Hugo no va passar desapercebuda per als seus contemporanis i li va valdre lloances, principalment de Charles Baudelaire: «No he trobat en els artistes que exposen al Saló la magnífica imaginació que flueix dels dibuixos de Victor Hugo com el misteri del cel. Parle dels seus dibuixos a tinta xinesa, ja que és massa evident que en poesia, el nostre poeta és el rei dels paisatgistes».

## Adaptacions
Les obres d'Hugo han donat lloc a innombrables adaptacions al cinema, a la televisió o al teatre. Els més grans actors han lluitat per encarnar els herois de Victor Hugo, sobretot Jean Valjean, interpretat a França per Harry Baur, Jean Gabin, Lino Ventura o Gérard Depardieu.

### Cinema
Hi ha prop d'una centena d'adaptacions cinematogràfiques de les seues obres, de les quals més d'una quarantena corresponen a Els miserables, seguida de prop per Nostra Senyora de París. La seua universalitat es fa palesa per la gran quantitat de cineastes de diferents països que han adaptat les seues obres: americans (1915, Don Cesar de Bazan, basat en Ruy Blas); anglesos, indis (Badshah Dampati, el 1953, adaptació de Nostra Senyora de París); japonesos (el 1950 Re Mizeraburu: Kami To Akuma: adaptació a l'ambient japonès, sota l'era Meiji); egipcis (ex.: 1978, Al Bo'asa, adaptació d’Els miserables); italians (1966, L'Uomo che ride, adaptació de L'home que riu), etc.
Cal afegir les pel·lícules inspirades en la vida de Victor Hugo, entre les quals L'Histoire d'Adèle H., de François Truffaut, pot ser que siga la més coneguda.

### Televisió
S'hi han fet un gran nombre d'adaptacions, més o menys fidels. A França, va gaudir de gran èxit l'adaptació d'Els miserables de Robert Hossein (1985) amb Lino Ventura, Jean Carmet i Michel Bouquet.

### Teatre
- Cromwell, (1827)
- Hernani, (1830)
- Marion de Lorme, (1831)
- Le Roi d'amuse, (1832)
- Lucrèce Borgia, (1833)
- Marie Tudor, (1833)
- Angelo, tyran de Padoue, (1835)
- Ruy Blas (Hugo), (1838)
- Les Burgraves, (1843)

### Òpera
- Lucrezia Borgia, de Gaetano Donizetti, 1833, sobre Lucrèce Borgia.
- Il Giuramento, de Saverio Mercadante, 1837, sobre Angelo, tyran de Padoue.
- Ernani de Verdi, 1844, sobre Hernani.
- Rigoletto de Verdi, 1851, basada sobre el drama Le Roi s'amuse.

Contràriament al que sovint s'ha dit, Victor Hugo no era hostil a la posada en música dels seus poemes ni a l'adaptació operística de les seues obres de teatre, llevat de quan no s'indicava qui era l'autor de l'obra adaptada.
El seu amic Franz Liszt va compondre diverses peces simfòniques inspirades en els seus poemes: Allò que s'escolta a la muntanya, basada en Les fulles de tardor, i Mazeppa, basada en Les orientals. Molts altres compositors van musicar poemes seus, des de Bizet a Wagner passant per Camille Saint-Saëns o Fauré.

### Comèdies musicals
- Els miserables, (adaptació d'Alain Boublil i Claude-Michel Schönberg) l'any 1980, ha esdevingut una de les més cèlebres comèdies musicals; representada en 29 països i en més de 200 ciutats, traduïda a 18 llengües i vista per 42 milions d'espectadors.
- Nostra Senyora de París, 1999 (adaptació de Luc Plamondon i Richard Cocciante).

### Pel·lícules d'animació
Diversos èxits, entre els quals cal destacar El geperut de Notre-Dame (1996) (The Hunchback of Notre Dame, pels estudis Disney) o Els miserables (1979), pel·lícula japonesa de dibuixos animats.

## Obres
- Odes i diverses poesies, 1822
- Noves Odes, 1824
- Bug-Jargal 1826
- Odes i balades, 1826
- Cromwell, 1827
- Els Orientals, 1829
- El darrer dia d'un condemnat, 1829
- Marion de Lorme, 1829
- Hernani, 1830
- Nostra Senyora de París, 1831
- Marion Delorme, 1831
- Les fulles de tardor, 1831
- El rei es diverteix, 1832
- Lucrecia Borja, 1833
- Maria Tudor, 1833
- Estudi sobre Mirabeau, 1834
- Literatura i filosofia mesclades, 1834
- Claude Gueux, 1834
- Angelo, 1835
- Els cants de crepuscle, 1835
- La Esmeralda, 1836
- Les veus interiors, 1837
- Ruy Blas, 1838
- Els raigs i les ombres, 1840
- El Rhin, 1842
- ELs Burgraves, 1843
- Napoleó el menut, 1852
- Els càstigs, 1853
- Cartes a Lluís Bonaparte, 1855
- Les contemplacions, 1856
- La llegenda dels segles (Primera sèrie), 1859
- Els miserables, 1862
- William Shakespeare, 1864
- Les cançons dels carrers i els boscos, 1865
- Els treballadors de la mar, 1866
- París-Guia, 1867
- L'home que riu, 1869
- L'any terrible, 1872
- Noranta-tres, 1874
- Els meus fills, 1874
- Actes i paraules - Abans de l'exili, 1875
- Actes i paraules - Durant l'exili, 1875
- Actes i paraules - A partir de l'exili, 1876
- La llegenda dels segles (nova sèrie), 1877
- L'art de ser avi, 1877
- Història d'un crim - 1a part, 1877
- Història d'un crim - 2a part, 1878
- El Papa, 1878
- Religions i religió, 1880
- L'asne, 1880
- Les Quatre Vents de l'esprit, 1881
- Torquemada, 1882
- Série complémentaire de la Légende des Siècles, 1883
- L'Archipel de la Manche, 1883
- Obres pòstumes
- Teatre en llibertat (1886)
- La Fin de Satan , 1886
- Coses vistes - 1ª serie, 1887
- Toute la Lyre, 1888
- Alps i Pirineus, 1890
- Déu, 1891
- França i Bèlgica, 1892
- Toute la Lyre (nueva serie) (1893)
- Correspondència - I Volum, 1896)
- Correspondència - II Volum, 1898)
- Les Années funestes, 1898
- Coses vistes - 2ª serie, 1900
- Post-scriptum de ma vie, 1901
- Dernière Gerbe, 1902
- Mille Francs de récompense, 1934
- Océan. Tas de pierres, 1942
- Pierres, 1951
- Mélancholia

### Obra pictòrica de Victor Hugo

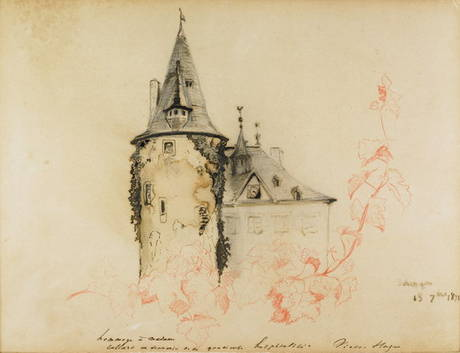
Castell Schengen (1871)
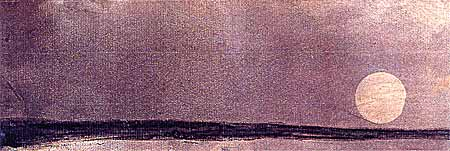
Capvespre (Jersey 1853-1855)
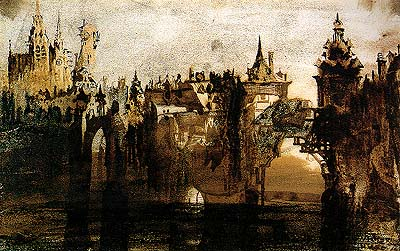
Ciutat amb el pont de Tumbledown (1847)
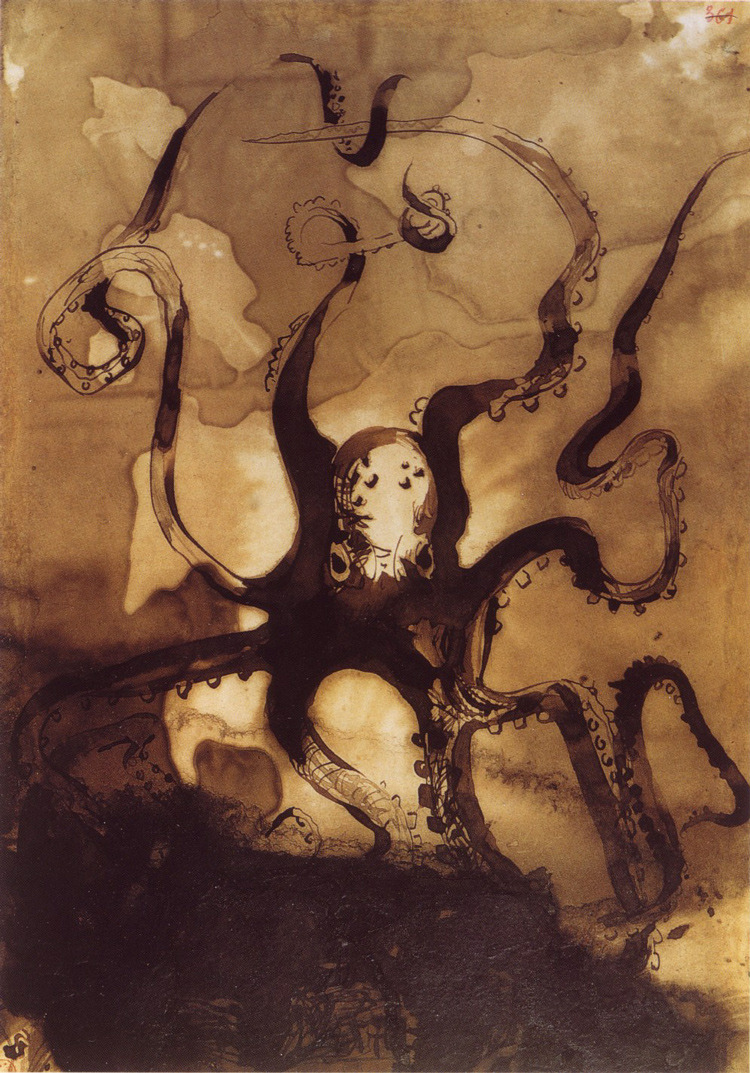
Polp amb les inicials V. H. (1866)
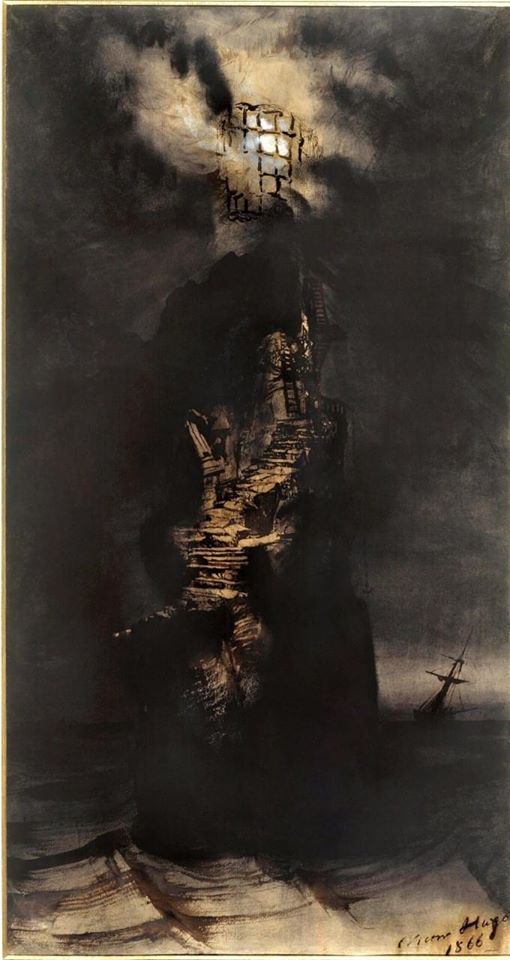
El far